# Linaceae
Linaceae es una familia cosmopolita de plantas Magnoliopsidas o dicotiledóneas de alrededor de 250 especies en todo el mundo que abarcan gran parte del planeta. La familia incluye plantas herbáceas o raramente leñosas, y árboles de gran porte en los trópicos. Perteneciente al orden Malpighiales.

## Generalidades
Familia cosmopolita que consta de unas 250 especies. Está formada por árboles, arbustos, hierbas anuales y perennes. Ocupa regiones desérticas, mediterráneas, selvas, estepas y la Puna húmeda y seca. En general son hierbas o pequeñas matas, anuales, bienales o perennes. Hay 14 géneros, clasificados en dos subfamilias: Linoideae y Hugonioideae a menudo reconocida como una familia distinta, la Hugoniaceae.
La familia es de origen antiguo y es una familia muy afín a la familia Erythroxylaceae, con la cual algunos taxónomos antiguos la unían. 
Las hojas de las Linaceae son siempre sencillas.
En Linoideae, el género más grande es Linum , con 180 a 200 especies, incluyendo el lino de cultivo Linum usitatissimum. Los miembros de Linoideae incluyen sobre todo herbáceas anuales y perennes, así como subarbustos leñosos, arbustos y pequeños árboles (Tirpitzia) que habitan en latitudes templadas y tropicales de Eurasia, África, Australia y las Américas. 
Hugonioideae son enredaderas, arbustos y árboles y son casi en su totalidad de distribución tropical. El género más grande de Hugonioideae esHugonia, con aproximadamente 40 especies. Además de por sus hábitos de crecimiento y distribución geográfica, los géneros Linoideae y Hugonioideae pueden ser diferenciados por el número de estambres fértiles (5 en Linoideae, 10 en Hugonioideae) y el tipo de fruto: en cápsulas en Linoideae y drupa carnosa en forma de fruta, en Hugonioideae que produce muchos tipos diferentes de fruta, consumidas por los pájaros, que dispersan las semillas.

## Descripción
Tienen las hojas simples enteras, casi siempre alternas, las hojas están opuestas o alternadas, sentadas, sin estípulas aunque a veces si están estipuladas. Inflorescencias cimosas. Flores hermafroditas, actinomorfas, pentámeras o muy raramente tetrámeras, estas mucho más frecuente en los trópicos, pétalos llamativos, prontamente caedizos, de color claro, con uña estrecha. Cáliz con sépalos libres. Corola con pétalos libres o ligeramentes soldados en la base. Androceo con 4 o 5 estambres alternando con los pétalos soldados en la base, a veces alternando con 1 verticilo de estaminodios. Ovario súpero, con 4-5 carpelos, 4-5 cavidades y 4-5 estilos. Estigmas lineares o capitados.  Diplostemonas con los estambres soldados al disco; de ovario súpero, pentacarpelar, sincarpico, con estilos libres o ligeramente soldados; dos óvulos por carpelo, con un falso tabique interno con 10 cavidades. Fruto sin pico, en cápsula loculicida o raramente en drupa. Fruto en cápsula loculicida, con 8-10 valvas. Dos semillas por cavidad, separadas por un pseudotabique.  

## Usos
Una especie de relevancia agrícola es el lino, Linum usitatissimum, cultivado para la obtención de fibras textiles y aceites.

## Sinonimia
- Hugoniaceae Arn. y  Ctenolophaceae (H. Winkl.) Exell & Mendonca.[1]

## Géneros
Géneros en la subfamilia Linoideae
- Anisadenia
- Cliococca
- Hesperolinon
- Linum
- Radiola
- Reinwardtia
- Sclerolinon
- Tirpitzia

Géneros en la subfamilia Hugonioideae
- Durandea
- Hebepetalum
- Hugonia
- Indorouchera
- Philbornea
- Roucheria